# Новая (Усвятский район)
Новая —  деревня в Усвятском районе Псковской области России. Входит в состав Усвятской волости.

## География
Находится на юге региона,  в северо-западной части района, в лесной местности, в 24 км от райцентра Усвяты и в 4 км от бывшего волостного центра Стеревнево. Уличная сеть не развита. 

## История
С января 1995 до апреля 2015 года деревня входила в состав ныне упразднённой Калошинской волости.

## Население
| 2001 | 2002 | 2010 |
| ---- | ---- | ---- |
| 17   | ↗39  | ↘36  |

## Инфраструктура
Личное подсобное хозяйство. 

## Транспорт
Просёлочные дороги. 